# Linuxov mrežni most
Linuxov mrežni most (eng. Linux bridge), mrežni je premosnik u operacijskom sustavu Linuxu, način povezivanja dvaju Ethernetovih segmenata zajedno na način neovisan o protokolu. Paketi se prosljeđuju na temelju Ethernetove adrese, a ne IP adrese (poput usmjerivača).
Budući da se prosljeđivanje provodi na razini OSI sloja dva (OSI 2), svi viši protokoli mogu proći transparentno kroz ovakav mrežni most.
Kôd Linuxova mosta primijenjuje podskup standarda ANSI/IEEE 802.1d. Izvorno je Linux premošćivanje (bridge) prvi put napravljeno u Linux kernelu 2.2, a zatim ga je prepisao Lennert Buytenhek. Kod za most uključen je u serije kernela 2.4 i 2.6. i novije.
Na most se mogu spojiti fizičke mrežne kartice (npr. eth0), ali i logička mrežna sučelja (npr. tap0).
Moguće je na jedno mostovno sučelje (npr. br0 ili vmbr0) povezati više fizičkih mrežnih kartica (npr. eth0 i eth1), ako se želi, primjerice, povezati više segmenata mreže. Međutim moguće je i istovremeno (čak i na isti most) spojiti i logička mrežna sučelja (npr. tap0).
To je korisno primjerice kod virtualizacije jer se u Linuxu KVM+QEMU kao hipervizor i emulator mogu spojiti samo na logičko TAP sučelje.
U virtualizaciji se obično koristi model u kojem je fizička mrežna kartica (pr. eth0) spojena na most (pr. br0), a na isti most se spaja i TAP mrežno sučelje, po jedno za svako virtualno računalo, pa možemo imati:

Bridge sučelje možemo povezivati sa sljedećim kategorijama mrežnih sučelja:
- Fizičke mrežne kartice (npr. eth0, enp0s1, ... ).
- Agregirana (team/bond) mrežna sučelja (npr. bond0, bond1, ...).
- VLAN mrežna sučelja (npr. eth0.10, eth0.20, bond0.10, bond0.20, ...).
- Logička mrežna sučelja:
  - TAP mrežna sučelja.
  - TUN mrežna sučelja.
  - Sva ostala logička sučelja: 
    - MACVLAN sučelje
    - IPVLAN sučelje
    - VxLAN  sučelje
    - MACVTAP  sučelje
    - IPVTAP  sučelje, ... .

Na bridge sučelje ne možemo spojiti sljedeća mrežna sučelja:
- Pod sučelja fizičkih mrežnih kartica (pr. eth0:0, eth0:1, epp0s1:1, ...)
- Pod sučelja agregiranih (team/Bond) mrežnih sučelja (pr. bond0:0, bond0:1, , ...)
- Pod sučelja VLAN mrežnih sučelja (pr. eth0:1.10, eth0:1.20, ...)